# Sven III. Danski
Sven III. (dansko Svend Grathe ali Svend 3.) je bil od leta 1146 do svoje smrti kralj Danske, * okoli 1125, † 23. oktober 1157, Grate Hede, Danska.
Vladal je v spreminjajočih se zavezništvih s Knutom V. in svojim bratrancem  Valdemarjem I. Leta 1157 so se vladarji dogovorili o trojni delitvi Danske. Sven je nato na spravnem banketu, tako imenovani roskildski krvavi pojedini, sklenil ubiti svoja tekmeca. Knuta V. je ubil, nato pa je Valdemar I. njega premagal v bitki pri Grate Hedeju in ga ubil.

## Mladost
Sven je bil izvenzakonski sin danskega kralja Erika II. Znamenitega in Thune. Sredi 30. let 12, stoletja je z očetom odpotoval na Švedsko, kjer se je oče boril s Nielsom za dansko krono. Ko je Erik II. leta 1137 umrl, ga je nasledil Erik III.,  Sven pa je bil poslan na dvor nemškega kralja Konrada III. Tam se je spoprijateljil s Konradovim nečakom Friderikom I.
Iz Nemčije je odpotoval na Dansko, kjer sta on in njegov bratranec Valdemar leta 1146 poskušala kanonizirati Svenovega strica in Valdemarjevega očeta Knuta Lavarda. Temu je nasprotoval nadškof Eskil iz Lunda v Skaniji. Po odstopu Erika III. so magnati v Zelandiji za kralja izvolili Svena kot Svena III., medtem ko so magnati v Jutlandiji za kralja izvolili Knuta V.

## Državljanska vojna
Naslednjih nekaj let se je Sven v državljanski vojni bojeval proti Knutu za Dansko kraljestvo. Knuta sta podpirala Valdemar I. in nadškof Eskil. Sven je poskušal pridobiti Eskilovo zvestobo tako, da je lundskemu nadškofu podelil zemljiška posestva v Scaniji in na Bornholmu. Sven je nato premagal Knuta v Zelandiji in njegovo oblast omejil na Jutland. Leta 1147 sta se Sven in Knut združila, da bi podprla vendski križarski pohod. Ko se je Sven spopadel z Vendi v pomorski bitki, je dobil premalo Knutove podpore in izgubil svojo poveljniško ladjo. Državljanska vojna se je kmalu znova vnela.
Po več bitkah je Sven osvojil Funen in dele Jutlanda ter postavil Valdemarja za vojvodo Schleswiga. Sven je nato skupaj z Ehelerjem Dithmaršskim vodil kampanjo proti Adolfu II. Holsteinskemu, ki je podpiral Knuta. Svenu je leta 1150 uspelo pregnati Knuta, Knutov ponovni prihod z nemškimi četami leta 1151 pa je bil odbit. Tako Knut kot Sven sta prosila za podporo nemškega kralja Konrada III.
Leta 1152 je  bil za nemškega kralja okronan Friderik I. Pozneje istega leta je bil v Merseburgu sklenjen dogovor, po katerem je Sven postal "glavni kralj", Knut pa je bil upravičen do znatnega dela Danske. Valdemar pa je obdržal Schleswig. Sven je Knutu podelil le nekaj majhnih posesti, s čimer je prekršil sporazum. Svenov položaj na Danskem so dodatno spodkopale njegove domnevno tiranske manire in pronemška drža.

## Trojna delitev
Leta 1154 je bil Sven zaradi zavezništva Knuta in Valdemarja strmoglavljen. Eskil in večina podpornikov so ga zapustili in odšel je v izgnanstvo v Nemčijo. Tri  leta iskal podporo za ponovno osvojitev prestola in se leta 1157 ob podpori nemškega vojvode Henrika Leva vrnil na Dansko. To je spodbudilo danske magnate, da so izsilili trojno delitev kraljestva na Jutland, Zelandijo in Skanijo.  Sven  je izbiral prvi in postal vladar Skanije. Na mirovnem banketu v Roskildu 9. avgusta 1157 je nameraval umoriti svoja sovladarja in uspel ubiti Knuta. Incident je postal znan kot roskildska krvava pojedina. Valdemar je pobegnil na Jutland in se 23. oktobra 1157 s svojo vojsko spopadel s Svenom v bitki pri Grathe Hedeju, zaradi katere je dobil vzdevek Grathe. Svenova vojska bila poražena. On sam je na begu zabredel v barje, kjer so ga ujeli kmetje in ga ubili.

## Družina
Sven se je leta 1152 poročil z Adelo Maissensko, hčerko meissenskega mejnega grofa Konrada in Luitgarde Ravensteinske. Z njo je imel sina Erika, ki je kmalu umrl, in hčerko Luitgardo, poročeno z mejnim grofom Bertoldom I. Istrskim.